# Foxygen
Foxygen es un dúo de música estadounidense, formado por Sam France (teclado, voz) y Jonathan Rado (guitarra, bajo, teclado, órgano, percusión, sintetizador, mellotron).  Han lanzado a la fecha seis álbumes y varios EP autoeditados.

## Historia
France y Rado crecieron en Westlake Village, un suburbio de Los Ángeles, y comenzaron la banda en 2005, cuando sólo tenían 15 años y aún eran estudiantes de primer año de secundaria. Además de compartir un amor voraz por los álbumes clásicos, de Ramones a Led Zeppelin, los dos se unieron por una inspiración compartida después de ver juntos el documental de rock "Dig". Saber que Anton Newcombe, cerebro detrás de The Brian Jonestown Massacre y principal protagonista de la película, llegó a tocar hasta 75 instrumentos diferentes a lo largo de la discografía del grupo, inspiró a los jóvenes a aprender tantos instrumentos diferentes como fuera posible. La pareja trabajó en unos diez álbumes autodistribuidos y grabados en casa en sus días de escuela secundaria, y finalmente se separaron cuando llegó el momento de irse a la universidad. France se fue al oeste a Olympia mientras que Rado fue a Nueva York, y ambos tocaron en otras bandas, sintiéndose mayormente insatisfechos con sus nuevos proyectos.
France hizo un breve viaje a la costa este en 2011 y Foxygen construyó la esquizofrénica y empapada de "Stones Take the Kids Off Broadway". El álbum se lanzó en el verano de 2012 en el mega sello independiente Jagjaguwar. 
Un largometraje más realizado siguió a principios de 2013 en la forma de We Are the 21st Century Ambassadors of Peace & Magic, producido por Richard Swift. Alcanzó el número 76 en el Billboard 200, y la banda pronto se encontró de gira internacional sin parar, con France desarrollando una reputación de payasadas antagónicas y, a veces, violentas.
Tras sus dos primeros álbumes, muy aclamados por la crítica ambos, publicaron el álbum doble "... And Star Power" a fines de 2014, seguido de "Hang" en 2016, para cuya producción contaron con la colaboración de Lemon Twigs y Steve Drozd de The Flaming Lips, y se hicieron acompañar por una orquesta sinfónica. 
Volviendo a las formas y estilos de rock clásico del trabajo anterior de Foxygen, el quinto álbum "Seeing Other People", publicado en 2019, llegó acompañado del anuncio de una pausa indefinida de las giras, que continúa hasta hoy.

## Discografía

### Álbumes
- Jurrassic Exxplosion Phillipic (2007)
- Take the Kids Off Broadway (2012)
- We Are the 21st Century Ambassadors of Peace & Magic (2013)
- ...And Star Power (2014)
- Hang (2017)
- Seeing Other People (2019)

### EP
- Electric Sun Machine (2005)
- Catfood, Dogfood, Motor Oil (2005)[3]
- Ghettoplastikk! (2009)
- Kill Art (2009)
- EP 2011 (2011)